# عبد الله هوساوي (لاعب كرة قدم مواليد 1996)
عبد الله أحمد هوساوي ؛ مواليد 1 فبراير 1996 في المدينة المنورة، السعودية، هو لاعب كرة قدم سعودي يلعب في نادي ضمك.

## مسيرة اللاعب
مثل نادي الوحدة في الفئات السنية وكانت له تجارب إحترافية في البرتغال في نادي فيتوريا سيتوبال ولوليتيانو ونادي فاتيما ونادي البكيرية ونادي النجوم.